# 외스트폴주

외스트폴주의 위치

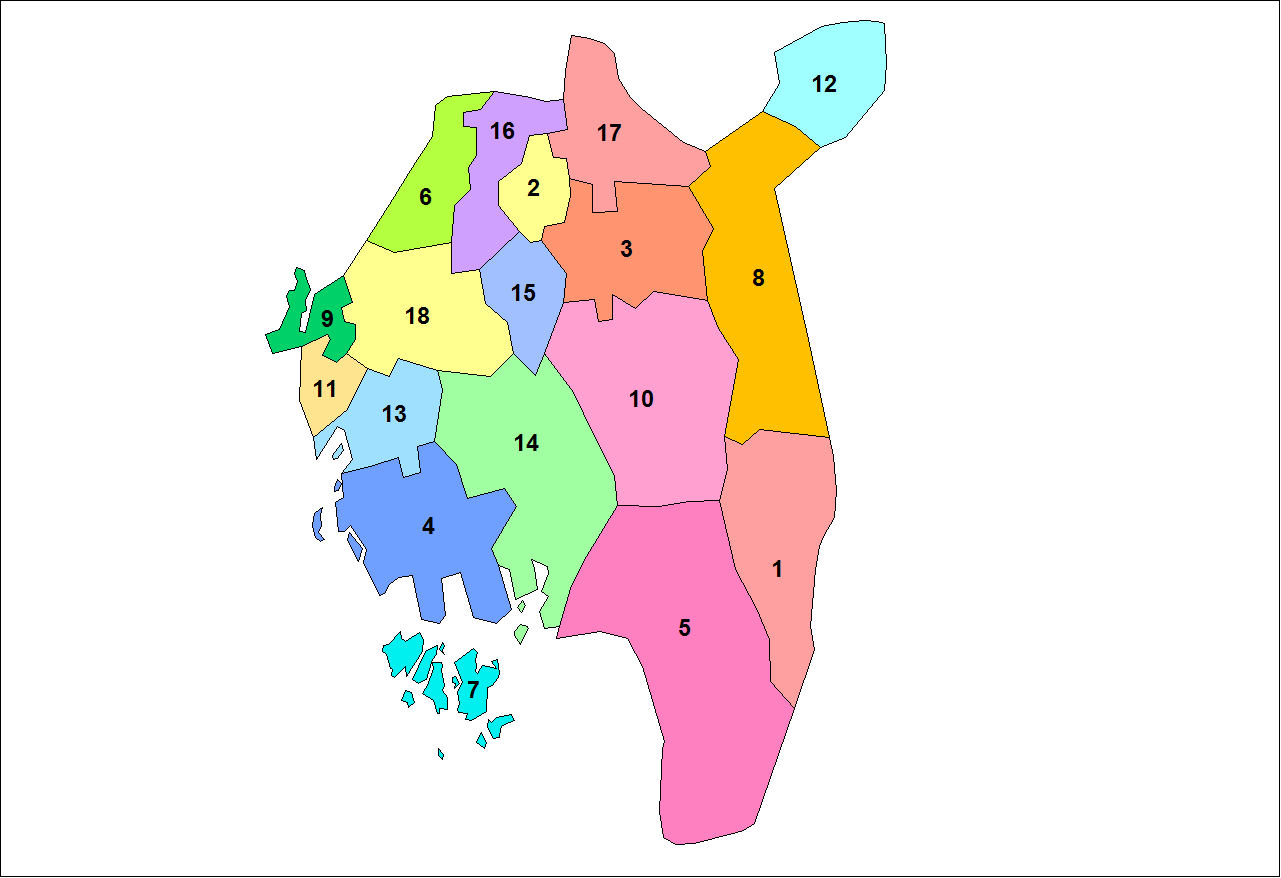
외스트폴주의 지방 자치체

외스트폴주(노르웨이어: Østfold fylke)는 노르웨이 남동부에 위치한 주이다. 주도는 사릅스보르그이며 면적은 4,180.7km2, 인구는 284,962명(2014년 기준), 인구 밀도는 68명/km2이다. 남쪽으로는 북해, 서쪽으로는 베스트폴주, 북쪽으로는 아케르스후스주와 접하며 동쪽으로는 스웨덴과 국경을 접한다. 18개 지방 자치체를 관할한다.
2020년 1월 1일부로 아케르스후스주, 부스케루주와 통폐합되어 비켄주가 신설되면서 폐지되었으나, 2024년 1월 1일부로 비켄주가 다시 폐지되면서 4년 만에 복원되어 재출범하였다.
외스트폴주는 또한 아문센의 고향이기도 하다.

외스트폴주의 문장

## 인구
| 연도                       | 인구    | ±%     |
| -------------------------- | ------- | ------ |
| 1951                       | 185,492 | —      |
| 1961                       | 202,751 | +9.3%  |
| 1971                       | 221,386 | +9.2%  |
| 1981                       | 233,301 | +5.4%  |
| 1991                       | 238,345 | +2.2%  |
| 2001                       | 251,032 | +5.3%  |
| 2011                       | 274,827 | +9.5%  |
| 2021?                      | 309,613 | +12.7% |
| 2031?                      | 339,601 | +9.7%  |
| Source: Statistics Norway. |         |        |